# Xã Mississippi, Quận Desha, Arkansas
Xã Mississippi (tiếng Anh: Mississippi Township) là một xã thuộc quận Desha, tiểu bang Arkansas, Hoa Kỳ. Năm 2010, dân số của xã này là 74 người.